# دوباره می‌سازمت وطن
دوباره می‌سازمت وطن از مشهورترین شعرهای سیمین بهبهانی است. او این شعر را در روزهای آخر اسفند ۱۳۶۰ سرود که فضای ایران درگیر ناملایمات گوناگون بود. بهبهانی در نامه به صدرالدین الهی، فضای سرایش این شعر را توصیف کرد و گفت که آن را به سیمین دانشور هدیه داده است.

## اجرا
داریوش اقبالی این شعر را در آلبوم دوباره می‌سازمت وطن اجرا کرده است. او دربارهٔ این ترانه می‌گوید: «من همهٔ آهنگهام رو دوست داشتم که خوندمشون ولی به آهنگ «دوباره می سازمت وطن» افتخار می‌کنم.»
همچنین شهرام ناظری این شعر را در مراسم درگذشت سیمین بهبهانی به آواز اجرا کرد.